# Pavel Huyn
Pavel Graf Huyn (Brno, 17 febbraio 1868 – Bolzano, 1º ottobre 1946) è stato un patriarca cattolico e arcivescovo cattolico ceco.

## Biografia

### I primi anni
La sua era una famiglia della nobiltà tedesca, probabilmente di origine fiamminga; il padre, Johann Karl von Huyn (1812-1889), era un generale dell'esercito austriaco.
Huyn intraprese gli studi teologici dai gesuiti a Innsbruck  ed al Collegio Germanico a Roma conseguendo le lauree in filosofia (1889), teologia (1895) e diritto canonico. Fu ordinato sacerdote il 7 giugno 1892 a Innsbruck; dal 1898 prestò servizio nella diocesi di Brno.

### Vescovo di Brno
Il 17 aprile 1904 fu nominato vescovo di Brno da papa Pio X in sostituzione del vescovo Franziskus von Sales Bauer trasferito a Olomouc. Lo stesso Bauer lo consacrò vescovo ad Olomouc il successivo 26 giugno, coconsacranti Josef Doubrava, vescovo di Hradec Králové e Laurentius Mayer, vescovo titolare di Dioclea di Frigia e ausiliare di Vienna; tre giorni dopo fece il suo ingresso in diocesi.
La sua azione pastorale sollevò dei problemi dal punto di vista etnico in quanto preferì inserire nelle diocesi dei pastori tedeschi (la stessa Brno era del resto una città a larga maggioranza germanofona, il 63% nel 1900) e scelse come suo consigliere un nazionalista tedesco, il benedettino Alban Schachleiter. Alla percezione negativa, tra i nazionalisti cechi, della sua personalità di vescovo contribuirono il suo carattere deciso e militaresco, e la scarsa conoscenza della lingua ceca.
Per intensificare l'azione pastorale convocò nel 1909 il primo sinodo diocesano e introdusse nella diocesi nuovi ordini e congregazioni religiose (carmelitani a Kostelní Vydří, redentoristi, salvatoriani a Brno-Husovice (1911) e altri). Ha ricevuto l'approvazione per la congregazione diocesana delle Suore consolatrici del Divino Cuore di Gesù (1913 e 1915).
Papa Pio X gli indirizzato un'epistola  dopo il sinodo diocesano.

### Arcivescovo di Praga
Dopo la morte del cardinale Bauer, arcivescovo di Olomouc, avvenuta il 25 novembre 1915, il cardinale Skrbenský, arcivescovo di Praga, venne trasferito ad Olomouc e si aprì la questione sulla nomina del nuovo arcivescovo della capitale boema. Designato il 4 ottobre 1916, prese possesso della diocesi di Praga l'8 dicembre 1916.
Dopo la creazione della Cecoslovacchia, lasciò definitivamente le terre ceche il 19 novembre 1918 per colpa del nuovo governo cecoslovacco che si opponeva ai vescovi specialmente se germanofoni come lui, oltre che per la fedeltà al deposto Carlo I d'Austria (oggi beato) e l'opposizione al progetto (realizzato tra 1918 e 1920, ma preparato durante la guerra) della nuova Chiesa hussita cecoslovacca favorita dal governo in funzione anticattolica.
Si dimise ufficialmente il 6 settembre 1919, in un periodo difficile per i cattolici (con il sequestro non solo di beni ma anche di centinaia di luoghi di culto cattolici assegnati ai neo-hussiti e, nel 1920, anche l'allontanamento dal governo pastorale di Olomouc del cardinale Skrbenský, suo predecessore a Praga) e fu contestualmente nominato da papa Benedetto XV arcivescovo titolare di Sardica, per poi essere innalzato nel 1921 al rango patriarcale di Alessandria dei Latini.

### Ultimi anni
Lasciata Praga, visse prima in Svizzera, poi a Roma e infine nel monastero benedettino di Gries (ora parte di Bolzano), dove morì il 1º ottobre 1946. Il 13 giugno 1921 era stato nominato patriarca titolare di Alessandria e assistente al Soglio Pontificio.
È stato sepolto nella cripta del monastero; il 1º ottobre 2016 è stato traslato nella chiesa del Sacro Cuore di Gesù a Brno.

## Genealogia episcopale e successione apostolica
La genealogia episcopale è:
- Cardinale Scipione Rebiba
- Cardinale Giulio Antonio Santori
- Cardinale Girolamo Bernerio, O.P.
- Arcivescovo Galeazzo Sanvitale
- Cardinale Ludovico Ludovisi
- Cardinale Luigi Caetani
- Cardinale Ulderico Carpegna
- Cardinale Paluzzo Paluzzi Altieri degli Albertoni
- Papa Benedetto XIII
- Papa Benedetto XIV
- Papa Clemente XIII
- Cardinale Giovanni Battista Caprara Montecuccoli
- Vescovo Dionys von Rost
- Vescovo Karl Franz von Lodron
- Vescovo Bernhard Galura
- Vescovo Giovanni Nepomuceno de Tschiderer
- Cardinale Friedrich Johann Joseph Cölestin von Schwarzenberg
- Cardinale Friedrich Egon von Fürstenberg
- Cardinale Franziskus von Sales Bauer
- Patriarca Pavel Huyn

La successione apostolica è:
- Vescovo Jan Nepomuk Sedlák (1917)
- Vescovo Georg Glosauer (1917)